# Titanes Fútbol Club
Titanes Fútbol Club Guanare es un club de fútbol profesional venezolano con sede en Guanare, estado Portuguesa. Actualmente juega en la Segunda División de Venezuela y disputa sus partidos como local en el Estadio Rafael Calles Pinto.

## Historia
Fue fundado en el 6 de enero de 2016 en la ciudad de San Felipe luego de adquirir los derechos de la franquicia del Casa D'Italia Fútbol Club para la temporada 2016 en la Segunda División de Venezuela, aunque para ello, tuvo que pelear en la mesa con la propia Federación Venezolana de Fútbol para que confirmara la negociación.
Al terminar de resolver los trámites de inscripción, el club jugó su primer partido oficial en la Segunda División de Venezuela contra el Policía de Lara Fútbol Club en Barquisimeto, con derrota de 2-3.
El equipo ha sido sometido a algunos cambios en sus colores como en su escudo para el Torneo Apertura 2018 de la segunda división del fútbol venezolano.
Se debe a que el equipo cambio de propietarios y a una fusión con la escuela de fútbol FUNDAUAM. Se prevé que también sea cambiado su nombre para la próxima temporada, y busque acercarse más a la identidad del desaparecido Unión Atlético Maracaibo.
Para la Temporada del 2019 el Club cambia de nombre a TFC Maracaibo, preservando los colores de la entidad marabina.
En la temporada 2021 de la Segunda División se proclama campeón, logrando el ascenso a Primera División en 2022 en suelo merideño, esto porque durante la pandemia COVID-19, en la que nadie podía salir de sus hogares, el fortín bicolor, estadio Pachencho Romero se vio afectado y tuvieron que solicitar permiso a la Asociación de Fútbol de Mérida para jugar en el estadio Guillermo Soto Rosa. Sin embargo, no se le permitió jugar la Primera División debido a que no le fue aprobada la licencia de clubes para poder participar
Desde el 2022, el conjunto bicolor reside en la ciudad de Guanare, estado Portuguesa, buscando hacer historia en la entidad llanera.

### Cambios de nombre
| Año  | Nombre                        |
| ---- | ----------------------------- |
| 2016 | Titanes Fútbol Club           |
| 2019 | Titanes Fútbol Club Maracaibo |
| 2021 | Titanes Fútbol Club           |
| 2022 | Titanes Fútbol Club Guanare   |

## Palmarés
| Competición nacional              | Títulos | Subcampeonatos |
| --------------------------------- | ------- | -------------- |
| Segunda División de Venezuela (1) | 2021    | -              |